# トレイ・ジョンソン
- トレ・ジョンソン

リチャード・アール・ジョンソン3世（Richard Earl Johnson III, 2006年3月7日 - ）は、アメリカ合衆国テキサス州ガーランド出身のバスケットボール選手。NCAAのテキサス大学でプレーしている。ポジションはシューティングガード。

## 経歴

### ハイスクール
レイク・ハイランズ高等学校では3年目のシーズンに平均21.8得点・6.4リバウンド・2.7アシストを記録。チームを1968年以来となる州大会優勝に導き、テキサス州のミスター・バスケットボールを受賞した。
4年目のシーズンはリンク・アカデミーに転校して平均15.5得点・3.3リバウンド・3.6.アシストを記録し。マクドナルド・オール・アメリカンに選出された。

### リクルート
世代最高の選手の一人として主要サイトから5つ星評価され、2023年夏にディラン・ハーパーに抜かれるまでは、ESPNで学年全体1位にランクインしていた。
2023年11月15日にテキサス大学へのコミットを発表した。

## 代表歴
2023年のFIBA U19ワールドカップにアメリカ合衆国代表で出場した。